# 龔沅
龔沅（1433年—？），字孔殷，福建建寧府建安縣人，軍籍。明朝政治人物。進士出身。

## 生平
景泰四年，福建癸酉乡试中舉。成化五年，登己丑科會試中進士，授工部主事。